# Auguste Himly
Louis Auguste Himly, né à Strasbourg le 28 mars 1823 et mort à Sèvres le 6 octobre 1906, est un historien et géographe français.

## Biographie
Louis-Auguste Himly est le fils de Louis Himly, pasteur de la paroisse de Saint-Nicolas et professeur de mathématiques au Gymnase protestant et de Julie Reuss, sœur d'Édouard Reuss, professeur à la faculté théologique protestante.
À 7 ans, son père l'inscrit au Gymnase Jean-Sturm qui lui donne une forte connaissance des études classiques. En 1840, il est bachelier ès lettres. En 1841, il est licencié ès lettres. Il est alors attiré par l'histoire. Étant trop jeune par participer à des concours, sa parfaite connaissance de l'allemand va l'amener à suivre des cours dans les universités allemandes. Il s'initie à la science et aux méthodes des universités allemandes, à Berlin, à Halle et Göttingen, en 1842 et 1843. Il suit les cours de Leopold von Ranke à Berlin. Il a poussé ses études jusqu'au Danemark et en Suède. En août 1843, il revient d'Allemagne. Il devient maître répétiteur au collège Rollin où il prépare l'agrégation d'histoire.
Reçu premier de l'agrégation d'histoire et géographie en 1845, il est ensuite élève de l'École des Chartes de 1845 à 1847. En 1849, il est agrégé des Facultés (reçu premier également), puis le 29 mars de cette même année, il soutient ses deux thèses de doctorat ès lettres à la Faculté de Paris. La première, en français, traite de Wala et Louis le Pieux. La deuxième, en latin, s'intéresse au Saint-Empire romain germanique. De 1853 à 1898, il participe à plus d'une centaine de soutenances de thèses de doctorat, en qualité de membre du jury. Son logement, 46 rue Jacob, a été le lieu de réunion avec ses amis, Alfred Schweighaeuser (1823-1876), philologue, petit-fils de Jean Schweighaeuser, Jules Eugène Alfred Lamey (1824-1902), polytechnicien, puis colonel du génie et devenu son beau-frère, Charles Guillaume Kopp (1822-1891), chimiste, un Normand, étudiant en médecine, Rocasse et Théophile Schuler, qui a fait un dessin représentant une de leurs réunions.
Il a d'abord été professeur d'histoire au collège Rollin de 1846 à 1862. De 1850 à 1862, il est également chargé de cours complémentaire à la Faculté des lettres de Paris. En 1857 et 1858, il est le suppléant d'Eugène Rosseeuw Saint-Hilaire. Entre 1858 et 1862, il est le suppléant de Joseph-Daniel Guigniaut. Il quitte le collège Rollin en 1862. En 1863, il devient professeur de géographie dans cette faculté.
Pendant la guerre franco-allemande de 1870, trouvant Paris bloqué, il a amené sa mère, sa femme et sa fille en Suisse d'où elles ont regagné Strasbourg. Lui-même a continué à résider à Neuchâtel chez son ami Charles Guillaume Kopp. De retour à Paris, Jules Simon lui a confié, ainsi qu'à Pierre Émile Levasseur, une mission d'inspection des lycées et écoles de France avec une tournée de trois mois qui a débuté alors que commençait la Commune de Paris.
Il est élu doyen de la Faculté des Lettres de Paris le 18 novembre 1881, succédant à Henri Wallon, et le reste jusqu'en 1898. À ce titre, il va participer à la réforme de l'université française mise en place par Albert Dumont et Louis Liard.
Il est élu membre de l'Académie des sciences morales et politiques en 1884. Il a aussi été président de la Société de l'École des Chartes en 1869-1870, membre du Comité des travaux historiques et vice-président de la Société de géographie.
Archiviste paléographe d'abord spécialisé en histoire carolingienne, il s'oriente ensuite vers la géographie et publie en 1876 un traité très remarqué en deux volumes : Histoire de la formation territoriale des États de l'Europe centrale.
Il a collaboré avec la Bibliothèque de l'École des Chartes, le Bulletin de la Société de géographie, la Revue internationale de l'enseignement, la Revue de géographie et le Bulletin de géographie historique et descriptive.

## Hommages
Joseph Wencker a réalisé son portrait.
Une rue porte son nom à Strasbourg, dans le quartier de la Robertsau.

## Distinctions
- Chevalier de la Légion d'honneur, en 1867.
- Officier de la Légion d'honneur, en 1881.
- Commandeur de la Légion d'honneur, en 1889.
- Grand officier de la Légion d'honneur en 1897[12].

## Famille
- Jean-Louis Himly (1789-1862, marié à Strasbourg, le 24 mai 1817, à Julie Augusta Reuss (1793-1873), sœur d'Auguste Reuss
  - Louis Jules Himly (1819-1906), négociant, marié en 1849 avec Marie Élisabeth Fanny Kob (1830-1896),
  - Julie Louise Himly (1820-1901), mariée à Strasbourg, en 1839, avec Édouard Guillaume Eugène Reuss (1804-1891), théologien protestant,
    - Hélène Reuss (1840-1891),
    - Ernest Rodolphe Reuss (1841-1924), historien,
    - Conrad Othon Reuss (1846-1849),
    - Walter Erwin Reuss (1849-1869),

  - Auguste Himly marié à Cécile Hélène Aline Lamey (1833-1895), fille de Jean-Ferdinand Lamey (1780-1858), banquier, et d'Augustine Schiebé (1805-1876),
    - Lucie Hélène Himly (1860-1944), mariée le 15 mars 1882 à Samuel Berger (1843-1901), fils d'Eugène Berger (1808-1874), pasteur, et Mathilde Pitois (1823-1882), fille de  Jean Charles Pitois (1792-1843) et d'Adèle Victoire Caroline Levrault (1798-1869), pasteur de la paroisse du Gros-Caillou, secrétaire et bibliothécaire de la nouvelle faculté de théologie protestante de Paris.

## Œuvres et publications
- Wala et Louis le Débonnaire, Firmin Didot frères (Paris), 1849, Texte intégral.
- (la) De sancti romani imperii nationis germanicæ indole atque juribus per medii ævi præsertim tempora, Firmin Didot frères (Paris), 1849, 83 p. Texte intégral.
- « De la décadence carlovingienne », [leçon d'ouverture faite à la Sorbonne le lundi 9 décembre 1850], in: Bibliothèque de l'école des chartes, 1851, tome 12. p. 201-214. doi : 10.3406/bec.1851.444997 Texte intégral.
- « Publications historiques de l'Académie impériale de Vienne, 1854 et 1855 », in: Bibliothèque de l'école des chartes, 1856, vol. 17, no 1, p. 480-489, Texte intégral.
- « Publications historiques de l'Académie impériale de Vienne, 1866-1876 », in:  Bibliothèque de l'école des chartes, 1878, vol. 39, no 1, p. 487-503, Texte intégral.
- Histoire de la formation territoriale des états de l'Europe centrale, Hachette et cie (Paris), 1876, 2 volumes:

1. tome premier: Texte intégral.
2. tome deuxième: Texte intégral.

- Livret de la Faculté des lettres de l'Université de Paris (1809-1891) (3e édition), impr. de MM. Delalain frères (Paris), 1891, Texte intégral.
- Livret de la Faculté des lettres de l'Université de Paris (1809-1899) (3e édition), impr. de MM. Delalain frères (Paris), 1900, 1 vol. (55 p.) ; in-8, lire en ligne sur Gallica
- Histoire de la formation territoriale des états de l'Europe centrale, Hachette et cie (Paris), 1894, 2 volumes:

1. tome premier: Texte intégral.
2. tome  second: Texte intégral.

En collaboration
- avec Pierre Émile Levasseur : Rapport général sur l'enseignement de l'histoire et de la géographie: adressé à M. le ministre de l'instruction publique et des cultes, in: Bulletin administratif  du Ministère de l'instruction publique et des cultes, no 265, 1876, Texte intégral.